# Clidemia erythropogon
Clidemia erythropogon är en tvåhjärtbladig växtart som beskrevs av Dc.. Clidemia erythropogon ingår i släktet Clidemia och familjen Melastomataceae. Inga underarter finns listade i Catalogue of Life.